# Гнеста
Гнеста (на шведски: Gnesta) е град в централна Швеция, лен Сьодерманланд, община Гнеста. Разположен е около южния бряг на езерото Фрьошьон. Намира се на около 80 km на югозапад от столицата Стокхолм и на 45 km на североизток от Нюшьопинг. Има жп гара. Населението на града е 5562 жители според данни от преброяването през 2010 г.